# Малґожата Анна Паклен Паркман
Малгожата Анна Паклен Паркман ( народилася 7 травня 1952 року в Познані, Польща) - шведський славіст і професор польської мови в Упсальському університеті, працює перекладачем і письменницею.

## Біографія
Після закінчення ліцею Карола Марцінковського в Познані 1971 року вивчала польську і шведську філологію в університеті імені Адама Міцкевича в Познані. Паркман отримала ступінь магістра в 1977 році. Протягом 1975—1976 років Паркман була у шведському інституті — стипендіатом Швеції. 1978 року Паркман почала дослідження в області порівняльної літератури і слов'янських мов в університеті Упсали, з 1982 по 1987 рік, вона пройшла навчання в аспірантурі на слов'янських мовах, який закінчила в 1987 році як доктор філософії з слов'янських мов. У 1997 році Паркман стала доцентом і 2000 професором Упсальського університету.
Паркман працювала у шведському інституті в Стокгольмі в 1988—1989 роках.
У 2014 році Паркман була удостоєна освітньої премії Упсальського університету в галузі теології, гуманітарних та педагогічних навчань.

## Монографії / антології
- Поколеніе 68.  Studium o poezji polskiej lat siedemdziesiątych (Покоління 68.  Вивчення польської поезії 70-х років.  З резюме англійською мовою.  ), Упсала 1987, 356 с. [Докторська дисертація]
- Поколеніе 68.  Studium o poezji polskiej lat siedemdziesiątych (Покоління 68.  Вивчення польської поезії 70-х років.  З резюме англійською мовою.), [2-е переглянуте і оновлене видання, видання у Варшаві 1997 р., Інститут Badan Literackich Polskiej Akademii Nauk.  Seria: Badania Polonistyczne za Granicą (Інститут літературних досліджень Польської Академії наук, серія: Фонд Центру міжнародних польських досліджень, Tomus 1, 264 с.  ]
- Під двома культурами добре.  Загальні описи в польській і шведській літературі 19-го і 20-го століття.  (Під гнітом двох культур: Селянські зображення в польській і шведській літературі XIX і XX ст.  З резюме англійською мовою.  , Acta Universitatis Upsaliensis, Studia Slavica Upsaliensia, 43, Uppsala 2001, 300 с
- Małgorzata Anna PACKALÉN & Sven GUSTAVSSON (ред.  ): Шведсько-польський модернізм.  Література - мова - культура.  Ця стаття була опублікована на спільній шведсько-польській конференції, яка відбулася у Кракові, Польща, 20-21 квітня 2001 року.  Історія знань і Академія Античності, Конференції 56, Стокгольм 2003, 258 с

## Переклади
- Per Anders Fogelström : Мій мій місто (м. Познань, 1982)
- Вільгельм Моберг : Родзіна Раскув ( Raskens ) (Познань, 1987)
- Тунстрёй : красномовство на Boże Narodzenie (Juloratoriet) (Краків, 1997)
- Barbro Smeds : "Czwarta в Piata Kobieta" ( «Четверта і п'ята жінка«).  В антології Sześć kobiet szuka reżysera (ed.  Галіна Тільве, Варшава 1998 р., С. 215-132 [?  ]
- Ебба Вітт Братстр : «Brzydkie dziewczynki, masochizm в пачці: Глосси współczesnych kobiet» (Негарні дівчата, Мазохізм і опір).  У журналі Literatura na iewiecie (Варшава), 1998: № 7-8, с. 364-379

## Зовнішні посилання
- Університет Уппсали: Малгожата Анна Паклен Паркман
- Інтерв'ю з пані Анна Паклен Паркман [Архівовано 25 травня 2014 у Wayback Machine.]